# Institut d'histoire du temps présent
L’Institut d’histoire du temps présent (IHTP) est une unité de recherche du CNRS, devenue une unité mixte de recherche (UMR) en 2016 avec son rattachement à l'université de Paris-VIII. Fondé en 1978 (et inauguré en 1980) par François Bédarida, il intègre notamment l'ancien Comité d'histoire de la Seconde Guerre mondiale (CH2GM), créé en 1951, et regroupe des chercheurs spécialisés dans l’histoire de la Seconde Guerre mondiale ou dans des thèmes spécifiques de l’histoire contemporaine.
L'IHTP est actuellement dirigé par Malika Rahal et Pauline Peretz, et il comprend comme chercheurs CNRS, Malika Rahal, Henry Rousso, Frédérique Langue, Thomas Grillot et Evelyne Sanchez.

## Directeurs
- 1978-1990 : François Bédarida
- 1990-1994 : Robert Frank
- 1994-2005 : Henry Rousso
- 2006-2008 : Fabrice d'Almeida
- 2008-2013 : Christian Ingrao et Anne Kerlan
- 2014-2021 : Christian Delage
- 2022-2024 :  Malika Rahal (directrice) et Pauline Peretz (directrice-adjointe)
- depuis 2025: Malika Rahal (directrice) et Jean-Christophe Coffin (directeur-adjoint).

## Travaux
L’IHTP travaille sur l’histoire de la guerre au XXe siècle, les systèmes de domination autoritaires, totalitaires ou coloniaux, l’histoire culturelle des sociétés actuelles, et enfin l’épistémologie de l’histoire du temps présent, entendue comme approche singulière des rapports entre passé et présent, sensible à la mémoire, au témoignage, au rôle des historiens dans la cité. Il est le siège de plusieurs réseaux de recherche nationaux et internationaux. La particularité historique de l'IHTP réside dans le réseau des correspondants départementaux. En activité depuis 70 ans, constitué de professeurs d'histoire de l'enseignement secondaire et d'archivistes, il mène des enquêtes collectives principalement dans les archives départementales, sous la direction de chercheurs et enseignants chercheurs. Ces enquêtes ont donné lieu à des colloques et des publications. Le laboratoire possède une bibliothèque (monographies, périodiques, archives écrites et orales) spécialisée sur la Seconde Guerre mondiale, la décolonisation, l’histoire orale. En octobre 2019 les collections de la bibliothèque de l’IHTP ont intégré le Grand équipement documentaire du Campus Condorcet.

## Membres notables[3]
- Christian Delage
- Christian Ingrao
- Malika Rahal
- Henry Rousso
- Samia El Mechat
- Nicolas Werth
- Anne Kerlan

## Localisation
L’IHTP est implanté sur le Campus Condorcet situé à Aubervilliers, depuis septembre 2019